# Hermann Schwartze

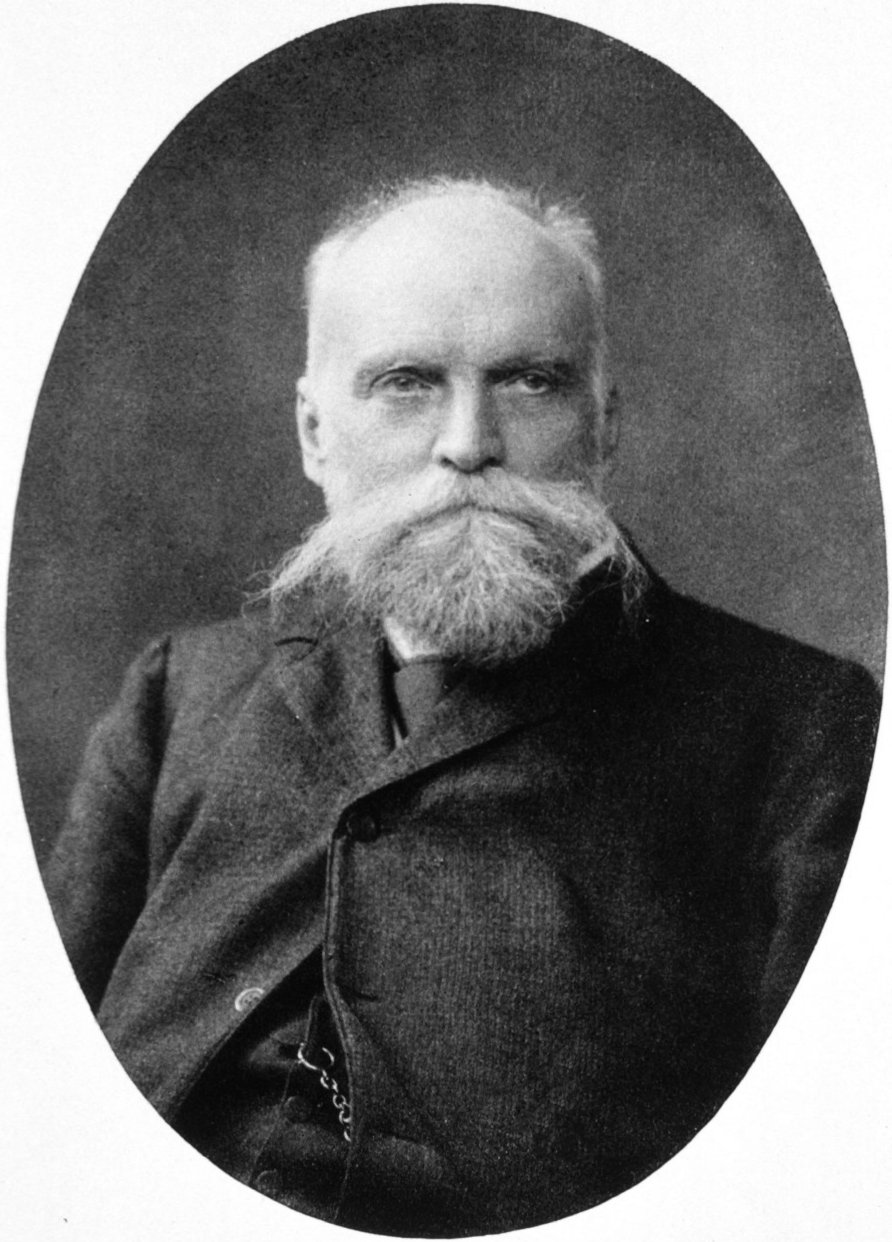
Hermann Schwartze

Hermann Hugo Rudolf Schwartze (* 7. September 1837 in Neuhof bei Penkun, Pommern; † 20. August 1910 auf Schloss Tannefeld bei Ronneburg) war Arzt und der erste deutsche Professor für Ohrenheilkunde an der Universitätsohrenklinik in Halle.

## Leben
Als Sohn des Gutsbesitzers Johann Wilhelm Schwartze wurde Hermann Schwartze am 7. September 1837 auf Gut Neuhof bei Penkun in Pommern geboren. An der Universität Würzburg studierte er unter anderem bei Anton Friedrich Freiherr von Tröltsch, an der Humboldt-Universität zu Berlin bei August Lucae. An der Humboldt-Universität zu Berlin wurde er 1859 zum Doktor der Medizin promoviert und schloss so das Studium ab. Im Anschluss wirkte er als Militärarzt, dann als Assistenzarzt bei der Würzburger Universität. 1863 habilitierte er sich für Ohrenheilkunde an der Universität Halle. Nachdem er eine eigene Ohrenklinik eröffnet hatte, berief die Universität ihn 1868 zum außerordentlichen Professor für Ohrenheilkunde, womit er in diesem Gebiet der erste deutsche Professor war. Beim Feldzug gegen Frankreich (Deutsch-Französischer Krieg) wirkte er als Arzt beim Feldlazarett der vierten Armee, wofür er das Eiserne Kreuz zweiter Klasse erhielt. 1873 zum besoldeten außerordentlichen Professor befördert, wurde er 1896 ordentlicher Honorarprofessor, 1903 schließlich ordentlicher Professor an der Universität in Halle. Insgesamt war er mehrere Male als praktischer Arzt tätig gewesen.
Später erkrankte Schwartze an einem Nervenleiden, das nicht heilbar war, weshalb er die Professur aufgab und ein Sanatorium aufsuchte. Schließlich starb er am 20. August 1910. Sein Nachfolger wurde Alfred Denker. Schwartzes Grab befindet sich auf dem halleschen Stadtgottesacker.

## Leistungen
Schwartze gehört mit Adam Politzer und Anton von Tröltsch zu den Begründern der wissenschaftlichen Ohrenheilkunde, er förderte die pathologische Anatomie des Gehörorgans und die operative Behandlung der Ohrenkrankheiten. Bei Operationen durchbohrte er das Trommelfell, was von anderen Chirurgen vermieden wurde. Er gehörte zu den Pionieren der Ohrchirurgie und machte durch die Entwicklung einer neuen Technik der Antrotomie und Mastoidektomie sowie der Radikaloperation des Mittelohres bei eitriger Mastoiditis und bei chronischer Otitis die Universität Halle zu einem Zentrum der Ohrchirurgie. Im Jahr 1873 beschrieb er mit Adolf Eysell (1846–1934) eine typische Methode der Aufmeißelung des Processus mastoideus.
Wegen seiner Verdienste wurde er in mehrere wissenschaftliche Gesellschaften aufgenommen, so war er Ehrenmitglied der American otological society. 1907 wurde ihm zu Ehren eine Festschrift angefertigt, außerdem erhielt er den Roten Adlerorden dritter Klasse und den preußischen Kronenorden zweiter Klasse. Daneben stiftete die Universität Halle die Hermann-Schwartze-Medaille. Im Jahr 1886 wurde er zum Mitglied der Leopoldina gewählt.

## Schriften (Auswahl)
- Praktische Beiträge zur Ohrenheilkunde. Stahel’sche Buch- und Kunsthandlung, Würzburg 1864, Digitalisat.
- Paracentese des Trommelfells. Halle 1868.
- Pathologische Anatomie des Ohrs. Berlin 1878.
- Hermann Schwartze: Die chirurgischen Krankheiten des Ohres. In: Billroth, Lücke (Hrsg.): Deutsche Chirurgie. Band 32.1. Ferdinand Enke, Stuttgart 1884, S. 411 (digitale-sammlungen.de).
- Mitbegründer von Archiv für Ohrenheilkunde im Jahr 1864.